# Campionat d'Europa de Futbol sub-17 de la UEFA 2002
La fase final del campionat d'Europa sub-17 2002  es disputa a Dinamarca entre el 27 d'abril i el 10 de maig. Els jugadors nascuts a partir de l'1 de gener de 1985 poden participar en aquesta competició.

## Seleccions
- Dinamarca (amfitrió)
- Anglaterra
- Països Baixos
- Finlàndia
- Suïssa
- França
- Portugal
- Ucraïna
- Espanya
- Iugoslàvia
- República Txeca
- Moldàvia
- Alemanya
- Geòrgia
- Polònia
- Hongria

## Fase final

### Fase de grups

#### Grup A
| Equips        | PJ | G | E | P | GF | GC | DG  | Pts |
| ------------- | -- | - | - | - | -- | -- | --- | --- |
| Anglaterra    | 3  | 2 | 1 | 0 | 5  | 2  | 3   | 7   |
| Dinamarca     | 3  | 1 | 2 | 0 | 10 | 4  | 6   | 5   |
| Països Baixos | 3  | 1 | 1 | 1 | 10 | 7  | 3   | 4   |
| Finlàndia     | 3  | 0 | 0 | 3 | 3  | 15 | -12 | 0   |

| 27 d'abril | Dinamarca     | 4 - 4 | Països Baixos |
|            | Finlàndia     | 2 - 3 | Anglaterra    |
| 29 d'abril | Països Baixos | 0 - 2 | Anglaterra    |
|            | Dinamarca     | 6 - 0 | Finlàndia     |
| 1 de maig  | Anglaterra    | 0 - 0 | Dinamarca     |
|            | Països Baixos | 6 - 1 | Finlàndia     |

#### Grup B
| Equips   | PJ | G | E | P | GF | GC | DG | Pts |
| -------- | -- | - | - | - | -- | -- | -- | --- |
| Suïssa   | 3  | 3 | 0 | 0 | 6  | 2  | 4  | 9   |
| França   | 3  | 1 | 1 | 1 | 3  | 2  | 1  | 4   |
| Portugal | 3  | 1 | 0 | 2 | 2  | 4  | -2 | 3   |
| Ucraïna  | 3  | 0 | 1 | 2 | 2  | 5  | -3 | 1   |

| 28 d'abril | Portugal | 0 - 2 | França   |
|            | Suïssa   | 3 - 1 | Ucraïna  |
| 30 d'abril | Suïssa   | 1 - 0 | Portugal |
|            | Ucraïna  | 0 - 0 | França   |
| 2 de maig  | França   | 1 - 2 | Suïssa   |
|            | Ucraïna  | 1 - 2 | Portugal |

#### Grup C
| Equips          | PJ | G | E | P | GF | GC | DG | Pts |
| --------------- | -- | - | - | - | -- | -- | -- | --- |
| Espanya         | 3  | 3 | 0 | 0 | 13 | 4  | 9  | 9   |
| Iugoslàvia      | 3  | 2 | 0 | 1 | 10 | 9  | 1  | 6   |
| República Txeca | 3  | 1 | 0 | 2 | 5  | 9  | -4 | 3   |
| Moldàvia        | 3  | 0 | 0 | 3 | 7  | 13 | -6 | 0   |

| 27 d'abril | Espanya         | 4 - 1 | República Txeca |
|            | Moldàvia        | 3 - 6 | Iugoslàvia      |
| 29 d'abril | Espanya         | 4 - 2 | Moldàvia        |
|            | República Txeca | 1 - 3 | Iugoslàvia      |
| 1 de maig  | Iugoslàvia      | 1 - 5 | Espanya         |
|            | República Txeca | 3 - 2 | Moldàvia        |

#### Grup D
| Equips   | PJ | G | E | P | GF | GC | DG | Pts |
| -------- | -- | - | - | - | -- | -- | -- | --- |
| Alemanya | 3  | 2 | 1 | 0 | 8  | 3  | 5  | 7   |
| Geòrgia  | 3  | 1 | 2 | 0 | 4  | 3  | 1  | 5   |
| Polònia  | 3  | 1 | 1 | 1 | 4  | 3  | 1  | 4   |
| Hongria  | 3  | 0 | 0 | 3 | 4  | 11 | -7 | 0   |

| 28 d'abril | Alemanya | 1 - 1 | Geòrgia  |
|            | Hongria  | 1 - 3 | Polònia  |
| 30 d'abril | Alemanya | 6 - 2 | Hongria  |
|            | Geòrgia  | 1 - 1 | Polònia  |
| 2 de maig  | Polònia  | 0 - 1 | Alemanya |
|            | Geòrgia  | 2 - 1 | Hongria  |

### Quarts de final
| 4 de maig | Anglaterra | 1 - 0                  | Iugoslàvia |
|           | Espanya    | 2 - 2 (4 - 3) (penals) | Dinamarca  |
| 5 de maig | Suïssa     | 3 - 0                  | Geòrgia    |
|           | Alemanya   | 1 - 1 (2 - 4) (penals) | França     |

### Semi-finals
| 7 de maig | Anglaterra | 0 - 3                  | Suïssa |
|           | Espanya    | 1 - 1 (4 - 5) (penals) | França |

### Partit pel 3r lloc
| 10 de maig | Anglaterra | 4 - 1 | Espanya |

### Final
| 10 de maig | Suïssa | 0 - 0 (4 - 2) (penals) | França |